# Voltes de Sant Domènec
Les Voltes de Sant Domènec és una obra gòtica de Cervera (Segarra) protegida com a Bé Cultural d'Interès Local.

## Descripció
Element arquitectònic situat a l'extrem nord de l'església de Sant Domènec, quedant a la part inferior de l'edifici, on antigament hi havia el Convent de Sant Domènec. Les voltes estan configurades a partir d'arcs apuntats i arcs de mig punt formats per filades de carreus.

## Història
El conjunt de l'antic convent de Sant Pere Màrtir dels frares dominics, conegut popularment com Sant Domènec, té els seus orígens a començaments del segle XIV, quan l'any 1318 el rei Jaume II lliurava als frares predicadors uns terrenys propers al castell, al peu del turó de Montseré. Tot i que sembla que els frares demanaren, inicialment, poder canviar l'emplaçament del convent, pel seu caràcter enclotat, l'any 1362 es començava a construir l'església i deu anys més tard ja s'hi reuní el consell de la Paeria. Església i construccions annexes constituïen un conjunt d'envergadura, d'acord amb l'eclosió de les ordes mendicants en aquella època, tot i que les obres avançaven lentament i l'església no es donà per finalitzada fins al segon terç del segle XV.